# Tasuku Hatanaka
Tasuku Hatanaka (畠中 祐 Hatanaka Tasuku?,  Sagamihara, Prefectura de Kanagawa, 17 de agosto de 1994) es un actor, seiyū y cantante japonés, afiliado a Ken Production. Algunos de sus roles más destacados incluyen el de Yūma Tsukumo en Yu-Gi-Oh! Zexal, Ushio Aotsuki en Ushio to Tora, Ikoma en Kōtetsujō no Kabaneri, Denki Kaminari en My Hero Academia, Reki en SK∞ the Infinity, Fudō Nomura en Busō Shōjo Machiavellism, Gorou en Genshin Impact y Hakkai Shiba en Tokyo Revengers. En 2016, fue incluido entre los Mejores seiyū para los Premios Newtype Anime para 2015-2016.
También es el artista japonés de doblaje de voz para el papel de Skandar Keynes como Edmund Pevensie en la serie de películas de Las Crónicas de Narnia, que fue su papel debut como actor de voz y para Spencer Breslin. Desde 2013, Hatanaka ha trabajado para Ken Production.

## Filmografía

### Anime
| Año       | Título                                                    | Rol                     | Notas                   |
| --------- | --------------------------------------------------------- | ----------------------- | ----------------------- |
| 2011–2012 | Yu-Gi-Oh! Zexal                                           | Yūma Tsukumo            | [ 2 ] [ 3 ] [ 4 ] [ 5 ] |
| 2014      | Ping Pong the Animation                                   | Various characters      | [ 2 ]                   |
| 2015      | Kuroko no Basket Season 3                                 | Reiji Mochida           | [ 2 ]                   |
| 2015      | Gunslinger Stratos                                        | Student                 | [ 2 ]                   |
| 2015      | Ushio to Tora                                             | Ushio Aotsuki           | [ 2 ] [ 6 ]             |
| 2015      | Akagami no Shirayuki-hime                                 | Soldado                 | [ 2 ]                   |
| 2016      | Hikari: Kariya wo Tsunagu Monogatari                      | Sano                    |                         |
| 2016      | My Hero Academia                                          | Denki Kaminari          | [ 2 ] [ 7 ]             |
| 2016      | Kabaneri of the Iron Fortress                             | Ikoma                   | [ 2 ] [ 8 ] [ 9 ]       |
| 2016      | Cheer Boys!!                                              | Mori Hisashi            | [ 2 ]                   |
| 2016      | Battery: The Animation                                    | Kō Nagakura             | [ 2 ] [ 10 ]            |
| 2017      | Busō Shōjo Machiavellism                                  | Fudō Nomura             | [ 2 ] [ 11 ]            |
| 2017      | Nana Maru San Batsu                                       | Daisuke Inoue           | [ 2 ] [ 12 ]            |
| 2018      | Basilisk: The Ōka Ninja Scrolls                           | Kouga Hachirou          | [ 13 ]                  |
| 2018      | The Legend of the Galactic Heroes: Die Neue These - Kaikō | Lao                     | [ 14 ]                  |
| 2018      | Shingeki no Kyojin                                        | Flegel Reeves           |                         |
| 2018      | Ore ga Suki nano wa Imōto dakedo Imōto ja nai             | Yū Nagami               | [ 15 ]                  |
| 2019      | Senryū Shōjo                                              | Eiji Busujima           | [ 16 ]                  |
| 2019      | Hoshiai no Sora                                           | Tōma Shinjō             | [ 17 ]                  |
| 2019      | Ace of Diamond Act II                                     | Hirofumi Asada          | [ 18 ]                  |
| 2019      | The Ones Within                                           | Anya Kudō               | [ 19 ]                  |
| 2020      | A3! Season Autumn & Winter                                | Kumon Hyodo             |                         |
| 2020      | Kitsutsuki Tantei-dokoro                                  | Naruse                  |                         |
| 2020      | Golden Kamuy Season 3                                     | Yūsaku Hanazawa         |                         |
| 2021      | RE-MAIN                                                   | Yutaka Babayaro Inomata |                         |
| 2021      | SK∞ the Infinity                                          | Reki Kyan               |                         |
| 2021      | Tokyo Revengers                                           | Hakkai Shiba            |                         |
| 2021      | Mars Red                                                  | Shutaro Kurusu          |                         |
| 2021      | Mashiro no Oto                                            | Sōichi Tanuma           |                         |
| 2022      | Mobile Suit Gundam: The Witch from Mercury                | Nuno Kargan             |                         |
| 2023      | MF Ghost                                                  | Ogata                   |                         |
| 2023      | Ragna Crimson                                             | Shin Cutlass            |                         |

### Películas
| Year | Title                                                | Role           | Notes                                   | Source      |
| ---- | ---------------------------------------------------- | -------------- | --------------------------------------- | ----------- |
| 2016 | King of Prism by PrettyRhythm                        | Taiga Kōgami   |                                         | [ 2 ] [ 4 ] |
| 2017 | King of Prism: Pride the Hero                        | Taiga Kōgami   |                                         | [ 2 ]       |
| 2017 | King of Prism by PrettyRhythm                        | Taiga Kōgami   |                                         | [ 2 ]       |
| 2017 | Blame!                                               | Taiga Kōgami   |                                         | [ 2 ]       |
| 2019 | King of Prism: Shiny Seven Stars                     | Taiga Kōgami   |                                         | [ 2 ]       |
| 2018 | My Hero Academia: Two Heroes                         | Denki Kaminari |                                         |             |
| 2019 | Kabaneri of the Iron Fortress: Unato Decisive Battle | Ikoma          | Sequel to Kabaneri of the Iron Fortress | [ 2 ] [ 6 ] |

### Videojuegos
Lista de actuaciones de voz en videojuegos
- My Hero One's Justice - Denki Kaminari
- A3! - Kumon Hyodo
- Captain Tsubasa: Rise of New Champions - Yūzō Morisaki
- Kingdom Hearts III Re Mind - Yozora
- Final Fantasy VII Remake - Leslie Kyle
- Digimon ReArise - Elecmon
- Genshin Impact - Gorou
- Fire Emblem Warriors: Three Hopes - Shez
- "Megaman 11" - Blast Man

## Música
- Interpretó el opening "Dying Wish" de la serie Yūkoku no Moriarty, asimismo, el segundo tema de apertura titulado "Twisted Hearts"
- Interpretó el opening "Not Game" de la serie The Ones Within.
- Interpretó el opening "Shiny Seven Stars!" de la serie King of Prism: Shiny Seven Stars!
- Junto a Toshiyuki Toyonaga, Ryota Osaka, Natsuki Hanae, Yūto Uemura, Yū Hayashi y Yūki Ono formó parte de Yumeiro Cast.